# Steve Tuynman
 Steven Norman Tuynman, né le 30 mai 1963 à Sydney (Australie), est un ancien joueur de rugby à XV qui a joué avec l'équipe d'Australie. Il évoluait au poste de troisième ligne centre. 

## Carrière
Il a joué son premier test match le 13 novembre 1983 à l'occasion d'un match contre l'équipe de France. Il a disputé son dernier test match contre l'équipe de Nouvelle-Zélande, le 21 juillet 1990.
Il a fait partie de l'équipe d'Australie qui a remporté tous les matchs de sa tournée en Grande-Bretagne et en Irlande. Il était surtout réputé pour ses prises de balles en touche.
Il a disputé cinq matchs de la coupe du monde de rugby 1987.

## Palmarès
- Nombre de test matchs avec l'Australie : 34
- Test matchs par année : 2 en 1983, 4 en 1984, 5 en 1985, 7 en 1986, 9 en 1987, 2 en 1988, 4 en 1989, 1 en 1990